# Sofian El Fani
Sofian El Fani, né le 28 janvier 1974, est un directeur de la photographie tunisien.

## Filmographie partielle

### Cinéma
- 2009 : Le Fil de Mehdi Ben Attia
- 2010 :
  - Linge sale de Malik Amara
  - Vénus noire d'Abdellatif Kechiche
- 2011 : Garagouz d'Abdenour Zahzah
- 2012 : Soulier de l'aïd d'Anis Lassoued
- 2013 :
  - Le Challat de Tunis de Kaouther Ben Hania
  - La Vie d'Adèle : Chapitres 1 et 2 d'Abdellatif Kechiche
- 2014 : Timbuktu d'Abderrahmane Sissako
- 2015 :
  - Les Frontières du ciel de Farès Naânaâ
  - Five Nights in Maine de Maris Curran
- 2017 : Writing on Snow de Rashid Masharawi
- 2018 : Pupille de Jeanne Herry
- 2019 : It Must Be Heaven de Elia Suleiman

### Télévision
- 2017 : La Vie immortelle d'Henrietta Lacks de George C. Wolfe

## Distinctions

### Récompense
- César de la meilleure photographie lors de la 40e cérémonie des César pour Timbuktu

### Nomination
- César de la meilleure photographie lors de la 39e cérémonie des César pour La Vie d'Adèle : Chapitres 1 et 2